# 시티 오브 엔젤 (뮤지컬)
뮤지컬 《시티 오브 엔젤》은 래리 갤버트가 대본을, 사이 콜먼이 곡을 맡아 1989년 처음 브로드웨이 무대에 오른 작품이다. 2019년 샘컴퍼니와 CJENM 프로덕션으로 충무아트센터 대극장에서 한국 초연무대를 가졌다.

## 줄거리
1940년대 할리우드, 시나리오 작가 스타인은 새 영화 '시티 오브 엔젤'의 대본을 쓰기 위해 타자기와 씨름 중이다. 그가 작업 중인 시나리오 속 주인공 스톤은 사립탐정. 스타인은 영화제작자로부터 수시로 대본 수정을 지시받고 있고, 그에 따라 '스톤'의  탐정 업무는 갈수록 위태로워진다. 그러던 어느날 생각지도 못한 일이 벌어지게 된다. 

## 등장인물 (2019년 한국공연 캐스트)
- 스타인 역: 최재림 강홍석
- 스톤 역: 이지훈 테이
- 버디/ 어윈 역: 정준하 임기홍
- 칼라/어로라 역: 백주희 가희
- 게비/바비 역: 리사 방진의
- 도나/울리 역: 김경선 박혜나

## 창작진
- 연출: 오경택
- 음악감독: 김문정
- 안무: 홍유선
- 제작: 샘컴퍼니 CJENM

## 2019년 한국 공연
- 2019년 8월 8일부터 10월 20일까지 충무아트센터 대극장에서 오경택 연출, 김문정 음악감독의 지휘아래 초연무대를 가졌다.